# USS Sangamon (CVE-26)
USS Sangamon (CVE-26) – amerykański lotniskowiec eskortowy typu Sangamon z okresu II wojny światowej. Zbudowany jako cywilny zbiornikowiec „Esso Trenton” w 1939 roku. W październiku 1940 roku przejęty przez United States Navy i przemianowany na USS „Sangamon”. W 1942 roku przebudowany na lotniskowiec eskortowy. Wycofany ze służby w październiku 1945 roku.

## Projekt i budowa
13 marca 1939 roku w stoczni Federal Shipbuilding and Drydock Company w Kearny (New Jersey) rozpoczęła się budowa zbiornikowca „Esso Trenton” dla firmy Standard Oil. Była to jedna z dwunastu jednostek typu Cimarron, zbudowanych na rynek cywilny, jednak z myślą o docelowym przekazaniu US Navy. Jednostkę wodowano 4 listopada 1939 roku. 23 października 1940 roku zbiornikowiec wszedł w skład US Navy jako USS „Sangamon” (AO-28). W lutym 1942 roku podjęto decyzję o przebudowaniu USS „Sangamon” na lotniskowiec eskortowy oznaczony jako ACV-26. Z uwagi na trwającą II wojnę światową, przebudowa miała najwyższy priorytet i ponowne wejście do służby nastąpiło 25 sierpnia 1942 roku.
Po przebudowie okręt posiadał pokład lotniczy o długości 153 metrów i szerokości 25 metrów. Zamontowano windy i hangar dla samolotów, których start wspomagały katapulty .

## Służba
Wiosną 1941 roku, jako zbiornikowiec, wspierał patrole US Navy na północnym Atlantyku. Pierwszą operacją, w której wziął udział po przebudowie na lotniskowiec eskortowy, było zabezpieczanie lądowania aliantów w Afryce Północnej w listopadzie 1942 roku . Od stycznia 1943 roku przez osiem miesięcy działał w rejonie Wysp Salomona w związku z walkami o Guadalcanal. W listopadzie 1943 roku wspierał lądowanie na Tarawie. 25 stycznia 1944 roku podczas walk o Wyspy Marshalla, jeden z powracających z misji bojowej samolotów, rozbił się na pokładzie lotniskowca wywołując pożar, w wyniku którego zginęło siedmiu członków załogi okrętu .

### Filipiny
W czerwcu 1944 roku USS „Sangamon” wziął udział w walkach o opanowanie archipelagu Marianów, w ramach których atakował m.in. Saipan, Eniwetok i Guam. Kolejnym etapem ofensywy sił amerykańskich były Filipiny. Przed desantem w zatoce Leyte 20 października samoloty pokładowe z „Sangamona” atakowały położone tam japońskie lotniska. 20 października wspierał amerykański desant w zatoce Leyte, kiedy to został trafiony bombą zrzuconą przez japoński samolot, która jednak nie wyrządziła większych szkód. W stoczonej następnie bitwie w zatoce Leyte, okręt wziął aktywny udział w ramach grupy okrętów Taffy 1 .

### Japonia
24 stycznia 1945 roku okręt opuścił stocznię, w której poza remontem zmodernizowano także jego system obsługi samolotów pokładowych i uzbrojenie. Po opuszczeniu stoczni okręt skierował się w stronę Japonii, gdzie wziął udział w walkach o Okinawę. Okręt przebywał w rejonie Okinawy od 21 marca 1945 roku, a jego samoloty pokładowe wspierały amerykańskie działania desantowe i atakowały pobliskie japońskie lotniska. W tym czasie okręt narażony był na ataki lotników kamikaze. 4 maja jeden z takich samolotów przedarł się przez obronę przeciwlotniczą i uderzył w pokład „Sangamona”, powodując poważne uszkodzenia i zabijając przynajmniej 11 członków załogi. Uszkodzony okręt wycofano do Stanów Zjednoczonych w celu dokonania napraw, których jednak nie ukończono z powodu zakończenia wojny .
Wycofany ze służby 24 października 1945 roku, złomowany w Japonii w 1960 roku.